# Dactylocamptis weberi
Dactylocamptis weberi är en orkidéart som först beskrevs av Carl Theodor Maximilian Schulze, och fick sitt nu gällande namn av Károly Rezsö Soó von Bere. Dactylocamptis weberi ingår i släktet Dactylocamptis, och familjen orkidéer. Inga underarter finns listade i Catalogue of Life.